# 사이드 알오와이란
사이드 알오와이란(아랍어: سعيد العويران, Saeed Al-Owairan, 1967년 8월 19일 ~ )은 사우디아라비아의 전 축구 선수로 선수 시절 포지션은 공격수였으며 과거 "사막의 마라도나"라는 별명으로 불렸다.
1994년 미국 월드컵에서 사우디아라비아 대표팀의 16강 진출에 크게 공헌하였다. 특히 벨기에와의 조별 예선 경기에서 상대 수비수 4명과 골키퍼를 제치고 득점을 기록했고 이 골은 FIFA가 선정한 세기의 골(FIFA's Goal of the Century rankings) 6위에 뽑혔다.
하지만 1996년 음주를 하고 라마단 기간에 몰래 여성과 사귄 사실이 드러나면서 하향세를 탔다. 이러한 행동은 사우디아라비아의 국교인 이슬람교에서도 엄격하다고 여겨지는 종파인 와하브파의 율법을 위반하는 행위였다. 이 사건으로 인해 샤리아(이슬람교 율법) 위반 혐의가 적용되어 2년 동안 선수 생활을 하는 것이 금지되었으며 그 영향으로 1996년 AFC 아시안컵에 출전할 수 없었다. 출장 정지 처분이 해제된 이후 1998년 FIFA 월드컵에 출전하긴 했지만 왕년의 활약을 보여 주지 못했고 2001년 알샤바브에서 은퇴하였다.